# Adris abathyglypta
Adris abathyglypta là một loài bướm đêm trong họ Erebidae.